# Danbury, Essex
Danbury är en by och en civil parish i Chelmsford i Essex i England. Orten har 4 991 invånare (2001). Den har en kyrka.

## Kända personer från Danbury
- Neil Innes, musiker
- Jeremy Lloyd, manusförfattare